# Léopold Victor de Lacroix
Léopold Victor de Lacroix (12. června 1878, Francie – 24. října 1948, Blonay, Švýcarsko) byl francouzský diplomat.
Před první světovou válkou pracoval jako poradce francouzských velvyslanců v Istanbulu a Berlíně. Po válce pracoval na velvyslanectví v Bernu, v letech 1923 až 1925 působil v Paříži jako náměstek ministra zahraničí. Od roku 1926 do roku 1929 působil jako zástupce v Evropské komisi pro správu Dunaje.
V době Mnichovské krize byl francouzským vyslancem v Praze. 21. září 1938 v noci předstoupil spolu s vyslancem Spojeného království před československého prezidenta Edvarda Beneše a oba předložili Benešovi stanovisko svých vlád: Oznámili, že pokud Československo nepřijme požadavky nacistického Německa na odstoupení Československého území s více než 50 % německého obyvatelstva, dojde k válce, za kterou bude odpovědné Československo a Francie ani Spojené království s k ní nepřipojí. Beneš vzpomínal, že Lacroix toto poselství předložil s pláčem, a oba jakoby se styděli za misi, kterou ve jménu svých zemí musejí vykonat.